# Alexandre Kalioujny
Répertoire
Danses polovstiennes du Prince Igor
Suite en Blanc
Alexandre « Sacha » Kalioujny, né à Prague le 15 avril 1923 et mort à Menucourt le 6 octobre 1986, est un danseur étoile et pédagogue de la danse tchécoslovaque, ayant vécu surtout en France.

## Biographie
Son épouse est Alice Besse, ancienne première danseuse du Grand Théâtre de Bordeaux.
Alexandre Kalioujny fut aussi champion de saut, et remporta le concours de Paris en 1941.

### Carrière de danseur
Russe d'origine, né à Prague, ses parents ayant fui la révolution bolchévique, Alexandre Kalioujny reçoit sa formation de danseur auprès de Gustave Ricaux, de Victor Gsovsky et d’Olga Preobrajenska. En 1939, danseur athlétique et de grand style, il remporte le premier prix au Concours international de Danse à Bruxelles. De 1942 à 1947, il danse dans la compagnie des Nouveaux Ballets de Monte-Carlo,.
Il est engagé en 1947 avec le titre de danseur-étoile à l’Opéra de Paris par Serge Lifar, sur demande de George Balanchine, pour la création du Baiser de la fée, avec Tamara Toumanova. Serge Lifar compose plusieurs rôles pour lui.
Parmi les premières les plus marquantes de sa carrière figurent : 
- Palais de cristal (George Balanchine)
- Études (Harald Lander)
- La Symphonie fantastique (Léonide Massine)
- Zadig (Pierre Petit)

Il a également interprété des danses polovtsiennes de l'opéra Prince Igor d'Alexandre Borodine en 1949 ainsi que Suite en blanc.
Alexandre Kalioujny quitte l'Opéra en 1953 et part aux États-Unis où il séjourne deux ans. En 1954, il danse avec Zizi Jeanmaire à Broadway dans le musical The Girl in Pink Tights (en). Poursuivant sa carrière avec comme partenaire Zizi Jeammaire, il revient en France et intègre la compagnie de Jean Babilée. De 1957 à 1960 il revient à l'Opéra de Paris.

### Carrière d'enseignant

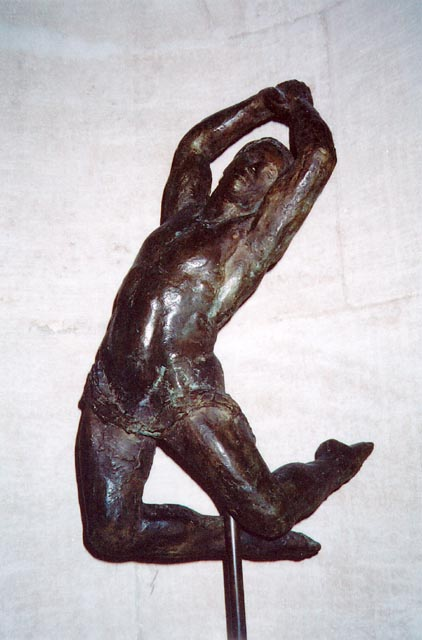
Bibliothèque-musée de l'Opéra : le danseur étoile Alexandre Kalioujny par le sculpteur Jacques Gestalder.

La seconde partie de sa carrière est consacrée à l'enseignement de la danse. Il ouvre avec Alice Besse un studio de danse à Nice boulevard Gambetta où il compta parmi ses élèves Claude Antolini. De 1960 à 1970, il professe au conservatoire de Nice puis, de 1970 à 1986, il transmet son expérience aux Étoiles de l'Opéra de Paris. Parmi ses élèves les plus marquants figurent Élisabeth Platel, Claude Antolini et Charles Jude. Rudolf Noureev admirait ses cours.
L'un des points auxquels Kalioujny portait le plus d'attention était la giration, dont la rapidité est l'un des éléments primordiaux dans des œuvres telles que Suite en blanc. Charles Jude relate qu'il composait des enchaînements où les pas demandant une grande technique et les grands sauts se suivaient l'un à l'autre sans transition, ce qui les rendait aussi stimulants que difficiles : « Alexandre Kalioujny avait un tempérament de créateur. Ses cours étaient véritablement chorégraphiés. Il avait l’intelligence de mettre les difficultés techniques en perspective, en situation, dans un enchaînement ».
Jean Guizerix le définit « très riche en invention de pas ».
Gilbert Serres évoque son talent de professeur de pas de deux en rappelant qu'il avait été aussi un partenaire très recherché pour son athlétisme.
En haut de l'escalier de la bibliothèque-musée de l’Opéra de Paris est érigé depuis 1990 le bronze d’Alexandre Kalioujny saisi par le sculpteur Jacques Gestalder dans un saut des Danses polovtsiennes du Prince Igor.